# 妖精の女王 (スペンサー)

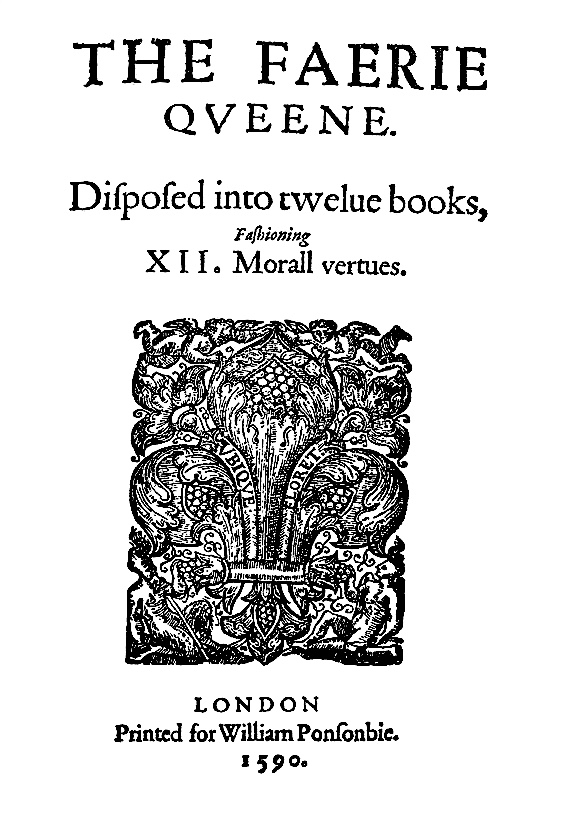

『妖精の女王』（ようせいのじょおう、The Faerie Queene）は、16世紀イングランドの詩人エドマンド・スペンサーの代表作で、アレゴリーをふんだんに用いた長詩である。当時のイングランド女王エリザベス1世に捧げられた。
全6巻と断篇からなる長編叙事詩で、アーサー王物語を題材にしている。本来全12巻で構成され、各巻で12の徳を描く予定であったが、最終的には神聖、節制、貞節、友情、正義、礼節の6つのみが描かれた。
作品の中で「グローリアーナ」と呼ばれるのは、他ならぬ女王エリザベス1世である。アウグストゥスの時代の『アエネーイス』と同じように、『妖精の女王』は高く評価され、アウグストゥスがトロイアの子孫だと称えられたように、『妖精の女王』ではテューダー家はアーサー王の子孫だと褒め称えている。

## 登場人物一覧
アーティガル
第五巻『アーティガルの正義の物語』の主人公、主神ジュピターの黄金の剣と鉄人タラス、アキレウスの鎧の所有者。女神アストライアに教育を受けた騎士。彼は当代最強の騎士。しかし、彼は相手の顔を見ようと相手の兜を取ると、顔を隠す強気の美女に弱い。ある時、暴君グラントートーから王位と国を奪われた乙女アイリーナの訴えを受けた妖精の女王によって冒険を命じられた道中にて武勇と正義によって黄金の剣『クリセイオー』を振るい敵軍を打ち倒した。一度はアマゾン女王ラディガンドの美貌に屈服するも恋人ブリトマートに救われ、ついには暴君グラントートーを打ち倒しアイリーナへと国を返した。
ブリトマート
第三巻『ブリトマートの貞節の物語』の主人公、第五巻の主人公アーティガルの運命の恋人でもある。美しい女騎士であるが、全身を覆う鎧兜により、その風体は分からない。
その名はブリトン (Brit-) とローマの軍神マールス (Martis) を組み合わせたものである。騎士アーティガルの姿を見て、彼に恋をする。乳母の助けで優れた武装『サクソンのアンジェラ姫の鎧』を得た。ブリトマートはブリテンへ旅をし、そこで数々の武勲をあげ、当代最強と言われたアーティガル自身をも彼とは知らずに「どれほどしっかり跨っていようとも、この槍を受ければ落馬せずにはいられない」魔法の槍により負かせてしまった。屈辱を感じたアーティガルは女性と知らぬまま彼女と再戦し優位に立つも、その時彼女の兜を破って素顔を見、たちまち恋に落ちる。二人は結婚の約束を交わす。

## 日本語訳
- エドマンド・スペンサー『妖精の女王』 和田勇一・福田昇八訳、筑摩書房、1994年
- 新版『妖精の女王』 和田勇一・福田昇八訳、ちくま文庫 全4巻、2005年

## 関連作品
- 妖精郷の騎士 - L・スプレイグ・ディ＝キャンプとフレッチャー・プラットの協同執筆による、現代人が『妖精の女王』の世界に紛れ込む、パロディ作品。
- ソーシャルゲーム『Fate/Grand Order』に登場するブリトマートは、この二人の娘と設定されている。